# Esplas-de-Sérou
Esplas-de-Sérou – miejscowość i gmina we Francji, w regionie Oksytania, w departamencie Ariège.
Według danych na rok 2019 gminę zamieszkiwało 184 osoby, a gęstość zaludnienia wynosiła 6,06 os./km² (wśród 3020 gmin regionu Midi-Pyrénées, Esplas-de-Sérou plasuje się na 972. miejscu pod względem liczby ludności, natomiast pod względem powierzchni na miejscu 301.).